# Summer Altice
Summer Danielle Altice, née le 23 décembre 1979 à Fountain Valley (Californie), est un modèle de charme et une actrice américaine. Elle est la playmate de Playboy en août 2000.
C'est son père qui a voulu lui donner comme prénom celui de Miss USA 1975, Summer Bartholomew.

## Apparitions dans les numéros spéciaux dePlayboy
- Playboy's Nude Playmates, avril 2001, pages 50-51.
- Playboy's Playmate Review, août 2001, pages 56-61.
- Playboy's Playmates in Bed, vol. 5, novembre 2001.
- Playboy's Nude Playmates, avril 2002, pages 46-49.

## Filmographie
- 2000 : Playboy Wet & Wild : Slippery When Wet
- 2000 : Playboy : California Girls
- 2000 : Les Feux de l'amour (The Young and the Restless) : Heidi Cannon (2 épisodes)
- 2000 : Learning to Surf de R.J. Thomas : ?
- 2000 : Emmanuelle 2000 : Stacy
- 2001 : Playboy Video Playmate Calendar 2002
- 2002 : ChromiumBlue.com : Maria (13 épisodes)
- 2002 : Le Roi Scorpion (The Scorpion King) de Chuck Russell : une guerrière
- 2002 : Pretty Cool de Rolfe Kanefsky : Stacy
- 2003 : Grind de Casey La Scala : Winona
- 2005 : Serial noceurs (Wedding Crashers) de David Dobkin : fille qui pleure
- 2006 : Toi et moi... et Dupree (You, Me and Dupree) de Anthony et Joe Russo : strip-teaseuse
- 2007 : Shanghai Kiss de Kern Konwiser et David Ren : Virginia
- 2008 : Precious Cargo de Max Adams : Karen